# Pakistanische Cricket-Nationalmannschaft in Südafrika in der Saison 2002/03
Die Tour der pakistanischen Cricket-Nationalmannschaft nach Südafrika in der Saison 2002/03 fand vom 8. Dezember 2002 bis zum 5. Januar 2003 statt. Die internationale Cricket-Tour war Teil der internationalen Cricket-Saison 2002/03 und umfasste zwei Test Matches und fünf ODIs. Südafrika gewann die Testserie 2-0 und die ODI-Serie 4-1.

## Vorgeschichte
Südafrika spielte zuvor eine Tour gegen Sri Lanka, Pakistan eine Tour gegen Australien in Sri Lanka und den Vereinigten Arabischen Emiraten.
Das letzte Aufeinandertreffen der beiden Mannschaften bei einer Tour fand in der Saison 1997/98 in Südafrika statt.

## Stadien
Die folgenden Stadien wurden für die Tour als Austragungsort vorgesehen.
| Stadion                  | Stadt          | Kapazität | Spiele          |
| ------------------------ | -------------- | --------- | --------------- |
| Sahara Stadium Kingsmead | Durban         | 25.000    | 1. Test; 1. ODI |
| Buffalo Park             | East London    | 20.000    | 3. ODI          |
| Newlands Cricket Ground  | Kapstadt       | 25.000    | 2. Test; 5. ODI |
| Boland Park              | Paarl          | 10.000    | 4. ODI          |
| Sahara Oval St George’s  | Port Elizabeth | 19.000    | 2. ODI          |

## Kaderlisten
Die Mannschaften benannten die folgenden Kader.
| Test | Test | ODI | ODI |
| Südafrika | Pakistan | Südafrika | Pakistan |
| --- | --- | --- | --- |
| - Shaun Pollock (K) - Nicky Boje - Mark Boucher (wk) - Boeta Dippenaar - Herschelle Gibbs - Nantie Hayward - Jacques Kallis - Gary Kirsten - Neil McKenzie - Makhaya Ntini - Graeme Smith | - Waqar Younis (K) - Abdul Razzaq - Faisal Iqbal - Inzamam-ul-Haq - Kamran Akmal (wk) - Mohammad Zahid - Mohammad Sami - Saleem Elahi - Saqlain Mushtaq - Taufeeq Umar - Younis Khan - Yousuf Youhana | - Shaun Pollock (K) - Nicky Boje - Mark Boucher (wk) - Boeta Dippenaar - Allan Donald - Herschelle Gibbs - Andrew Hall - Jacques Kallis - Gary Kirsten - Lance Klusener - Neil McKenzie - Makhaya Ntini - Robin Peterson - Jonty Rhodes - Graeme Smith - Monde Zondeki | - Waqar Younis (K) - Abdul Razzaq - Faisal Iqbal - Inzamam-ul-Haq - Kamran Akmal (wk) - Mohammad Sami - Rashid Latif (wk) - Saleem Elahi - Saqlain Mushtaq - Shahid Afridi - Taufeeq Umar - Wasim Akram - Younis Khan - Yousuf Youhana |

## One-Day Internationals

### Erstes ODI in Durban
| 8. Dezember Scorecard | Durban | Südafrika 272-7 (50)           | – | Pakistan 140 (42.5) |
|                       |        | Südafrika gewinnt mit 132 Runs |   |                     |

### Zweites ODI in Port Elizabeth
| 11. Dezember Scorecard | Port Elizabeth | Pakistan 335-6 (50)           | – | Südafrika 153 (29) |
|                        |                | Pakistan gewinnt mit 182 Runs |   |                    |

### Drittes ODI in East London
| 13. Dezember Scorecard | East London | Südafrika 182 (47.5)          | – | Pakistan 120 (36.2) |
|                        |             | Südafrika gewinnt mit 62 Runs |   |                     |

### Viertes ODI in Paarl
| 16. Dezember Scorecard | Paarl | Pakistan 213 (48.4)             | – | Südafrika 214-1 (42) |
|                        |       | Südafrika gewinnt mit 9 Wickets |   |                      |

### Fünftes ODI in Kapstadt
| 18. Dezember Scorecard | Kapstadt | Südafrika 265-8 (50)          | – | Pakistan 231 (47.4) |
|                        |          | Südafrika gewinnt mit 34 Runs |   |                     |

## Tests

### Erster Test in Durban
| 26. – 29. Dezember Scorecard | Durban | Südafrika 386 (107) & 45-0 (9)   | – | Pakistan 161 (47.4) & 250 (xx) (f/o) |
|                              |        | Südafrika gewinnt mit 10 Wickets |   |                                      |

### Zweiter Test in Kapstadt
| 2. – 5. Januar Scorecard | Kapstadt | Südafrika 620-7d (135)                           | – | Pakistan 252 (87.4) & 226 (59.1) (f/o) |
|                          |          | Südafrika gewinnt mit einem innings und 142 Runs |   |                                        |